# Отраслевой стандарт

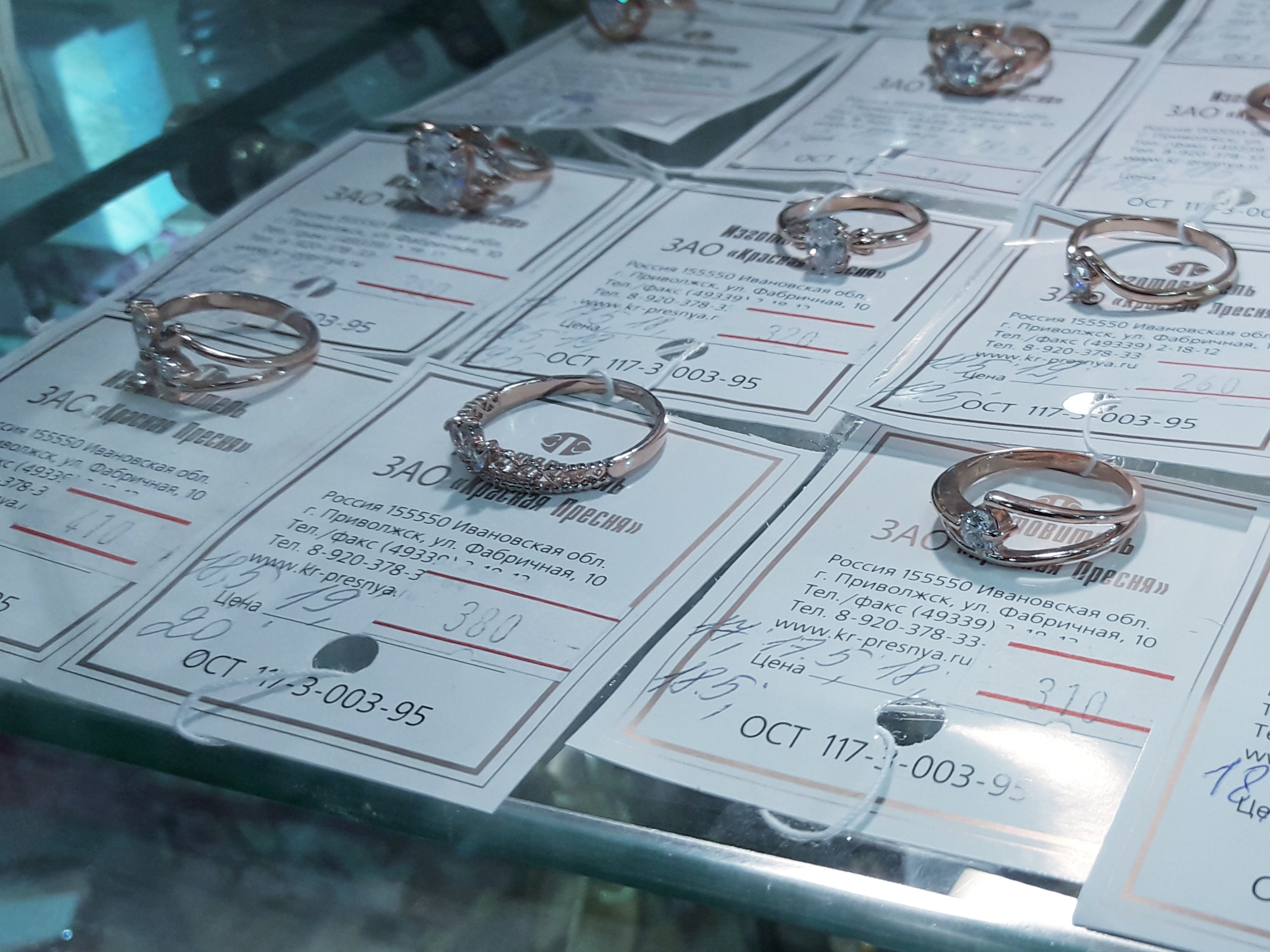
Бижутерия в магазине с указанием номеров отраслевых стандартов на этикетках

Отраслевой стандарт — документ по стандартизации, утверждённый (принятый) до 1 июля 2003 г. федеральным органом исполнительной власти в пределах его компетенции. 
В настоящее время в России может устанавливать требования к оборонной продукции, а также процессам и иным объектам стандартизации, связанным с такой продукцией (отраслевые стандарты применяются до их отмены, разработки на их основе иных документов по стандартизации оборонной продукции или перевода в категорию стандартов организаций).

## Объекты отраслевой стандартизации
Объектами отраслевой стандартизации в частности могут быть отдельные виды продукции ограниченного применения, технологическая оснастка и инструмент, предназначенные для применения в данной области, сырьё, материалы, полуфабрикаты внутриотраслевого применения, отдельные виды товаров народного потребления. 
Также, объектами могут быть технические нормы и типовые технологические процессы, специфичные для данной отрасли, нормы, требования и методов в области организации проектирования; производства и эксплуатации промышленной продукции и товаров народного потребления.
Отраслевые стандарты обязательны для всех предприятий и организаций данной области, а также для предприятий других отраслей (заказчика), принимающих или потребляющих продукцию этой отрасли. Отраслевые стандарты утверждаются министерством (ведомством), являющимся головным (ведущим) в производстве данного вида продукции. Степень обязательности соблюдения требований стандарта отрасли определяется тем предприятием, которое применяет его, или по договору между изготовителем и потребителем. Контроль за выполнением обязательных требований организует ведомство, принявшее данный стандарт.

## Обозначение отраслевого стандарта
Обозначение отраслевого стандарта содержит индекс ОСТ;  код, представляющий собой условное обозначение министерства (ведомства), выпустившего стандарт; регистрационный номер, присваиваемый в порядке, установленном в министерстве (ведомстве) по согласованию с Госстандартом России; а также через короткое тире после регистрационного номера две (для ОСТ, принятых до 2000 года) или четыре (для ОСТ, принятых после 2000 года) последние цифры года принятия стандарта.
Коды, представляющие собой условные обозначения обозначение министерства (неполный список, был актуален до 2006 года):
- ОСТ 1 — Авиационная промышленность
- ОСТ 4 — Промышленность средств связи
- ОСТ 5 — Российское агентство по судостроению
- ОСТ 13 — Лесопромышленный комплекс
- ОСТ 17 — Лёгкая промышленность
- ОСТ 24 — Тяжёлое, энергетическое и транспортное машиностроение
- ОСТ 26 — Химическое и нефтяное машиностроение
- ОСТ 31 — Морской флот
- ОСТ 37 — Автомобильная промышленность
- ОСТ 54 — Гражданская авиация
- ОСТ 92 — Российское авиационно-космическое агентство
- ОСТ 95 — Министерство Российской Федерации по атомной энергии
- ОСТ 134 — Ракетно-космическая промышленность

Полный список указан в Р 50.1.034-2001 "Коды, используемые в обозначении стандартов отраслей федеральными органами исполнительной власти", приложение А (недействителен с 01.04.2006).

## Историческая справка
Первые отраслевые стандарты в России были разработаны в начале 20-х годов XX века. В качестве примера такого стандарта можно назвать таблицы норм НКПС-1 для резьбы, используемых на железнодорожном транспорте, разработанные Наркоматом путей сообщения РСФСР в 1921 году. 

Термином «ОСТ» первоначально называли общесоюзные стандарты; в 1940 году постановлением Совета народных комиссаров СССР вместо «ОСТ» для общегосударственных стандартов было введено обозначение «ГОСТ», слово «ОСТ» стало использоваться для обозначения отраслевых стандартов.
Постановлением Совета Министров СССР от 21 апреля 1988 года № 489 «О перестройке деятельности и организационной структуры Государственного Комитета СССР по стандартам» комитету было поручено упразднить отраслевые нормативно-технические документы, установив два уровня нормативно-технической документации: государственные стандарты и технические условия (ТУ).
После распада СССР в 1991 году большинство министерств и ведомств перестало поддерживать отраслевые стандарты в актуальном состоянии. В связи с этим, в настоящее время отраслевые стандарты постепенно заменяются национальными стандартами (ГОСТ Р), стандартами организаций (СТО) и техническими условиями (ТУ).